# Northwood (Iowa)
Northwood è una città degli Stati Uniti d'America, situata nello Stato dell'Iowa, nella Contea di Worth, della quale è il capoluogo.